# Leptodactylus hylodes
Leptodactylus hylodes is een kikker uit de familie fluitkikkers (Leptodactylidae). De wetenschappelijke naam van de soort werd in 1862 als Cystignathus hylodes gepubliceerd door Johannes Theodor Reinhardt & Christian Frederik Lütken.
De soort is uitsluitend bekend van de typelocatie: de deelstaat Sergipe in Brazilië.